# Santa Venera
Santa Venera é um povoado da ilha de Malta em Malta.